# Malvern (Iowa)
Malvern és una població dels Estats Units a l'estat d'Iowa. Segons el cens del 2000 tenia 1.256 habitants.

## Demografia
Segons el cens del 2000, Malvern tenia 1.256 habitants, 474 habitatges, i 320 famílies. La densitat de població era de 407,5 habitants/km².
Dels 474 habitatges en un 31,6% hi vivien nens de menys de 18 anys, en un 55,5% hi vivien parelles casades, en un 8,9% dones solteres, i en un 32,3% no eren unitats familiars. En el 28,9% dels habitatges hi vivien persones soles el 16,9% de les quals corresponia a persones de 65 anys o més que vivien soles. El nombre mitjà de persones vivint en cada habitatge era de 2,49 i el nombre mitjà de persones que vivien en cada família era de 3,08.
Per edats la població es repartia de la següent manera: un 26,5% tenia menys de 18 anys, un 6% entre 18 i 24, un 24,1% entre 25 i 44, un 23,3% de 45 a 60 i un 20,1% 65 anys o més.
L'edat mediana era de 40 anys. Per cada 100 dones de 18 o més anys hi havia 88,8 homes.
La renda mediana per habitatge era de 33.182 $ i la renda mediana per família de 44.432 $. Els homes tenien una renda mediana de 29.185 $ mentre que les dones 22.266 $. La renda per capita de la població era de 15.553 $. Entorn del 7,1% de les famílies i l'11,2% de la població estaven per davall del llindar de pobresa.

## Poblacions més properes
El següent diagrama mostra les poblacions més properes.